# Pierre Marie de Grave
Pierre Marie, Marquis de Grave (* 27. September 1755 in Paris; † 16. Januar 1823 ebenda) war ein französischer General, Staatsmann und Schriftsteller. 1792 war er kurzzeitig Kriegsminister.

## Leben
Pierre Marie de Grave stammte aus einem altadligen Geschlecht Languedocs und trat sehr jung in die königliche Leibwache der Musketiere. Später wurde er Adjutant des Herzogs von Crillon-Mahon und nahm in dieser Eigenschaft an der Belagerung von Gibraltar 1781 teil. Nach deren Aufhebung wurde er zum zweiten Oberst (colonel en second) im Regiment Auxerrois und bald darauf im Jahr 1782 zum kommandierenden Oberst im Regiment Chartres und zum ersten Stallmeister des Herzogs von Chartres ernannt. Letzterer war der älteste Sohn des Herzogs von Orleáns. Diese Berührung mit dem Haus Orléans trugen gewiss nicht wenig zur politischen Ausrichtung bei, die de Grave beim Ausbruch der Französischen Revolution (1789) einnahm, und bewog ihn zur Anerkennung der Grundsätze der revolutionären Partei.
Am 13. Dezember 1791 erhielt de Grave den Rang eines Maréchal de camp und übernahm nach dem Abgang des Grafen Louis Marie de Narbonne-Lara am 9. März 1792 das Kriegsministerium. Während seiner kurzen Amtszeit bewies er König Ludwig XVI. seine Treue. Die Führung der Geschäfte entsprach keineswegs den Wünschen der Volkspartei und er wurde das Ziel heftiger Attacken. Dumouriez beschuldigte ihn, dass er an den Niederlagen der französischen Armee in Flandern schuld sei, woraufhin de Grave am 8. Mai 1792 seine Entlassung einreichte. Als Cambon am 27. August 1792 durchsetzte, dass der ehemalige Minister durch einen Beschluss angeklagt wurde, flüchtete de Grave nach England und lebte während seines Exils meist in der Nähe von Kensington, wo er Trost und Unterhaltung in literarischen Beschäftigungen suchte.
Nach seiner Rückkehr nach Frankreich (1804) lebte de Grave fern von allen politischen Geschäften in Montpellier. Einige Jahre verlebte er so in Zurückgezogenheit, wurde dann aber der untätigen Ruhe überdrüssig und entschloss sich, im Rang eines Brigadegenerals seine militärische Karriere wieder aufzunehmen. Kaiser Napoleon übertrug ihm daraufhin 1809 das Kommando auf der Insel Oleron. Nach der ersten Restauration  (1814) gelangte er bei der Familie Orléans zu seiner früheren Gunst und König Ludwig XVIII. verlieh ihm den Ehrentitel eines Generalleutnants. Aufgrund seiner Zurückhaltung während Napoleons Herrschaft der Hundert Tage erhielt de Grave nach der erneuten Machtübernahme Ludwigs XVIII. am 7. August 1815 einen Sitz in der Pairskammer. In dieser Eigenschaft als Pair von Frankreich stimmte er gewöhnlich mit der freisinnigen Minorität. Auch wurde er Ehrenritter der Herzogin von Orléans. Nach dem Tod seines älteren Bruders hatte er den Marquis-Titel verliehen bekommen. 1819 heiratete er die Schwester des Grafen Daru, Madame Lebrun. Am 16. Januar 1823 starb er im Alter von 67 Jahren in Paris, woraufhin ihm der Graf von Ségur eine Lobrede in der Pairskammer hielt.
In seiner Jugend hatte de Grave einige flüchtig niedergeschriebene Gedichte sowie die Novelle La folle de Saint-Joseph verfasst. Letztgenanntes Werk war beifällig aufgenommen und in den Folies sentimentales, ou l’égarement de l’esprit par le cœur (2 Bände, Paris 1787) abgedruckt worden. Barbier schrieb ihm ferner den Essai sur l’art de lire zu, der 1816 in Twickenham gedruckt wurde.